# Comisión de la Lengua Filipina
La Comisión de la Lengua Filipina (Komisyon sa Wikang Filipino en filipino, Commission on the Filipino Language en inglés; abreviado KWF) es un órgano del gobierno filipino cuya misión es desarrollar y regular el idioma filipino y los otros idiomas filipinos.

## Historia
La primera Asamblea Nacional de Filipinas aprobó la Ley de la Mancomunidad n.º 184 de 1936, por la que se creó el Instituto de la Lengua Nacional (Surian ng Wikang Pambansa). El 12 de enero de 1937, el presidente Manuel L. Quezon nombró a los miembros que compondrían el INL. En virtud de la Orden Ejecutiva n.º 134 emitida y firmada por el presidente Quezón el 30 de diciembre de 1937, se aprobó la adopción del tagalo como base del idioma nacional, y se declaró y proclamó el idioma nacional basado en el tagalo, como idioma nacional de Filipinas. En 1938, el INL fue disuelto y sustituido por el Instituto Nacional de Idiomas. Su objetivo era preparar la enseñanza en todo el país de la lengua nacional basada en el tagalo (Wikang Pambansa na batay sa Tagalog) mediante la creación de un diccionario y un libro de gramática con una ortografía estandarizada. En el curso escolar de 1940-41, la enseñanza de la lengua nacional (wikang pambansa), con su nueva ortografía estandarizada, se fijó por ley en el cuarto curso de todas las escuelas secundarias, tanto públicas como privadas, de todo el país. En 1940, la lengua nacional basada en el tagalo sólo se enseñaba en la escuela como una de las asignaturas, pero no se adaptaba como medio de enseñanza.